# Roannes-Saint-Mary
Roannes-Saint-Mary település Franciaországban, Cantal megyében. Lakosainak száma 1104 fő (2022. január 1.). Roannes-Saint-Mary Arpajon-sur-Cère, Lafeuillade-en-Vézie, Marcolès, Prunet, Saint-Mamet-la-Salvetat, Sansac-de-Marmiesse és Ytrac községekkel határos.

## Népesség
A település népessége az elmúlt években az alábbi módon változott:
| Lakosok száma | 780  | 928  | 939  | 953  | 1046 | 1067 | 1088 | 1098 | 1109 | 1104 |
|               | 1968 | 1982 | 1990 | 2006 | 2013 | 2015 | 2017 | 2019 | 2020 | 2022 |